# Butilidrossianisolo
Il butilidrossianisolo, noto anche con le sigle BHA o E320, è un additivo alimentare impiegato per le sue proprietà antiossidanti nell'industria degli alimenti. 

## Uso nella produzione industriale
Trova impiego nell'industria della conservazione degli alimenti e di prodotti non alimentari, soprattutto per evitare l'ossidazione e l'irrancidimento delle sostanze grasse contenute nella preparazione alimentare. Esempi di prodotti per i quali se ne fa uso sono le patatine e le gomme da masticare. Insieme al BHT, viene utilizzato anche nell'industria cosmetica, soprattutto come antiossidante nelle creme e nei rossetti.
Le sue proprietà di conservante alimentare vengono migliorate se usato in coppia con gallati o butilidrossitoluene, l'E321. Il prodotto utilizzato nell'industria è una miscela di due isomeri:
- il 2-t-butil-4-idrossianisolo (2-BHA)
- il 3-t-butil-4-idrossianisolo (3-BHA)

Dal punto di vista chimico, i due componenti del BHA sono fenoli e, in quanto tali, reagiscono rapidamente con i radicali liberi nei cibi a cui sono addizionati, preservandoli dall'ossidazione e dall'alterazione delle caratteristiche organolettiche (colore, odore, sapore, consistenza), soprattutto delle sostanze grasse, in cui sono molto solubili.
Viene prodotto industrialmente mediante la reazione di Friedel-Crafts tra il 4-idrossianisolo e il butene.

## Rischi
Allo stato puro, è moderatamente tossico per ingestione.
La metabolizzazione del BHA produce metaboliti potenzialmente cancerogeni. Per questo la Food and Drug Administration (FDA) ne limita le quantità nel modo seguente:
- il BHA non deve superare lo 0,02% dei grassi totali
- può essere aggiunto come antiossidante agli aromi, in quantità non superiori allo 0,5% della sostanza grassa volatile totale dell'aroma
- Massimo contenuto nella margarina: 0,02% in peso
- Quantità ammessa: tra 2 e 1000 ppm